# Eunicella dubia
Eunicella dubia är en korallart som beskrevs av Studer 1890. Eunicella dubia ingår i släktet Eunicella och familjen Gorgoniidae. Inga underarter finns listade i Catalogue of Life.